# 古代ローマの衛生

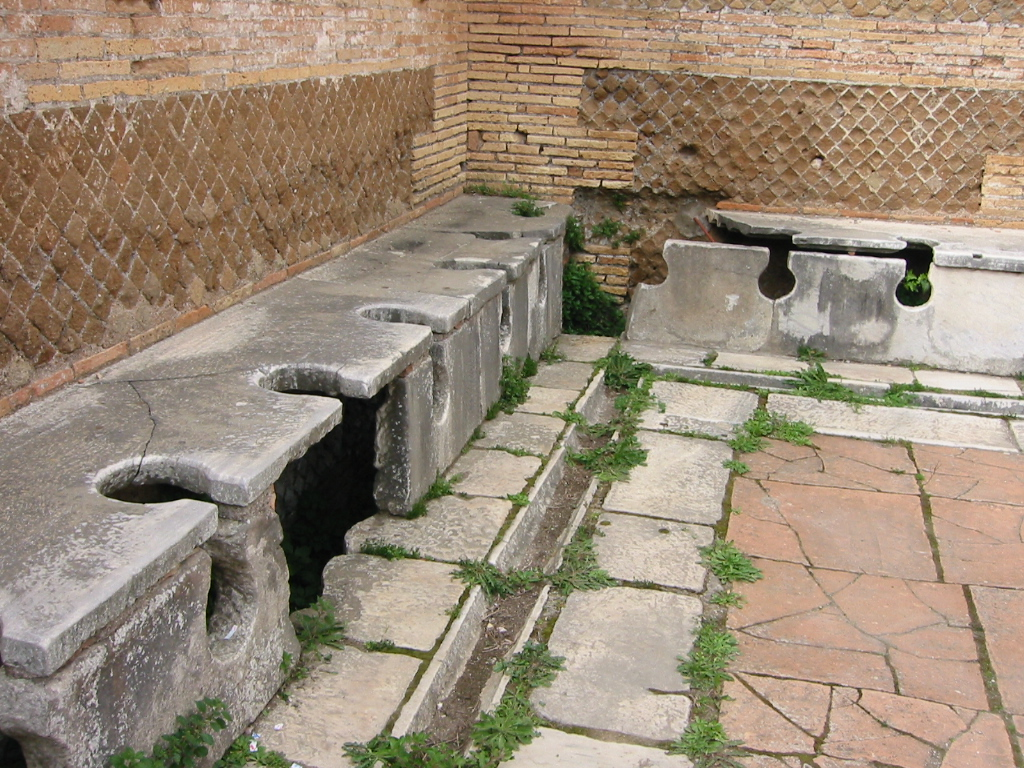
古代ローマのトイレの遺跡

古代ローマの衛生サービスの提供状態は、他の古代都市と比べて高度に進んでおり、ローマ住民に水道および衛生サービスが提供されていた。反面、特に64年のローマの大火災以前は人口増加もあいまって概して不潔だった。

## 上水道
都市に清浄な水を供給するために古代ローマ時代に建設された水道設備であり、その一部は現代でも現役で使用可能なほど精巧な造りだった。

## 下水道
ローマには一部区画でクロアカ・マキシマが整備されていた。1世紀においては、ローマの下水道システムは最も効率的なものであった。ガイウス・プリニウス・セクンドゥスの博物誌では、ローマ人が達成したすべてを記載しているが、その中で下水道は「すべての中で最も注目すべき事柄」と記されている。

## 公衆トイレ
一般的に貧しい住民は、下水道において空のポットを使用したり、公衆トイレを訪れたりした。ローマの公衆トイレの歴史は紀元前2世紀にさかのぼる。鍵穴型の開口部を備えた長い椅子のような便座であり、プライバシーはほとんどなく、意図的であろうとなかろうと、そこは社交場場所になった。いくつかのトイレは無料であるが、他のトイレは小額の料金がかかった。

## 健康への影響

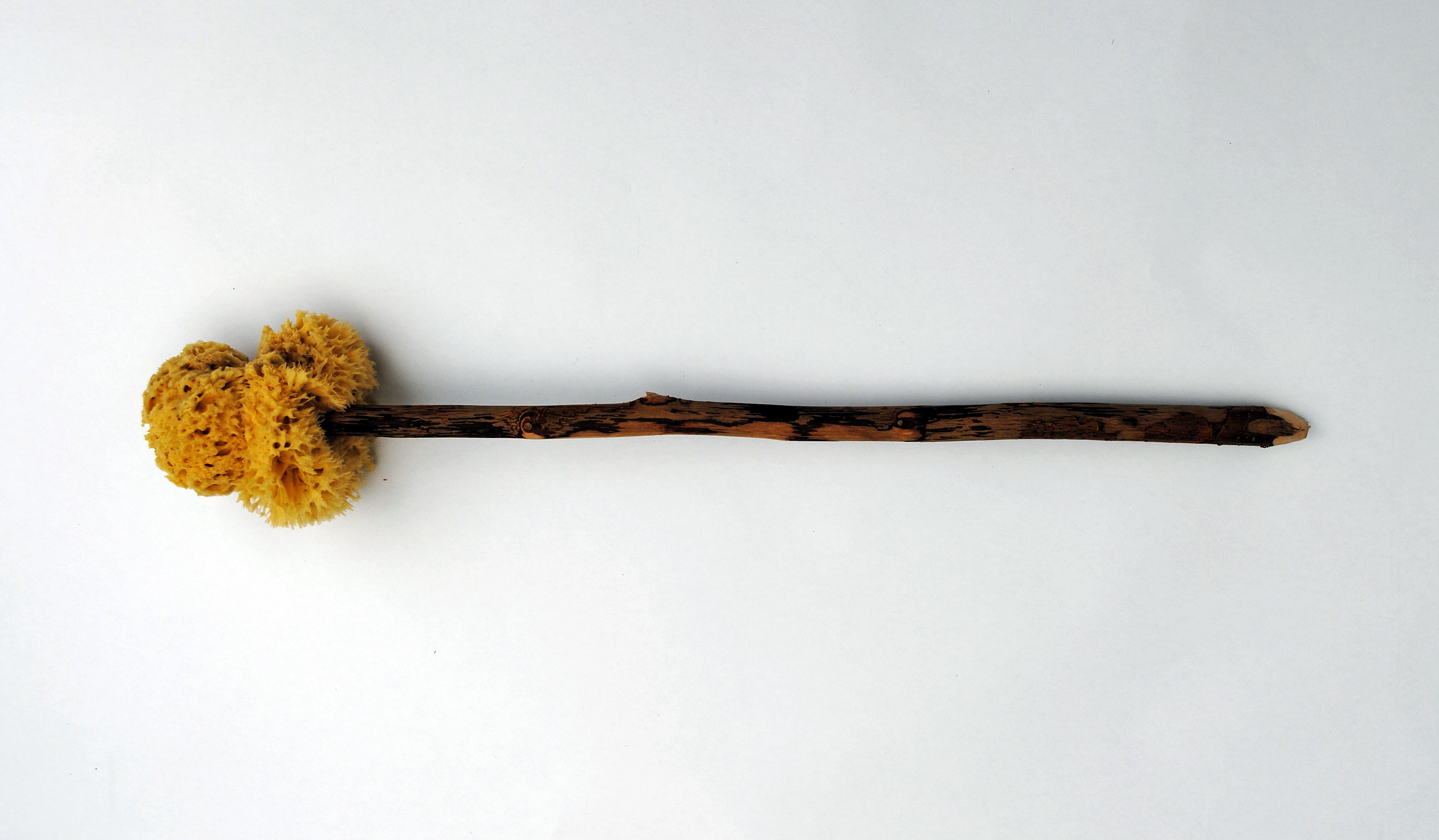
Xylospongium

下水道、公衆トイレ、浴場などの衛生設備の整備が行われてはいたが、病気は依然として蔓延していた。まず、下水道網はローマの全区域をカバーするものではなく、ほとんどの住居は街路の排水口や下水道に接続されてはいなかった。さらに、いくつかのアパート（インスラ）の1階には、トイレと噴水が設置されていることもあった。しかし、上層階の住民が糞尿を含めてゴミを道路に投棄することは禁止されてはいなかった。ローマには街路における清掃サービスは存在しなかったので、近隣住民らは病気に悩まされていた。
公衆浴場は「ローマの偉大な衛生」を象徴するものとして知られている。風呂はローマ人の体臭を改善したかもしれないが、しかしながら病気の蔓延を促した。医師は一般的に、患者に風呂を処方したので、健康者と病人が一緒に入浴することがあった。病人は一般的に、健康者を避けるために午後または夜に入浴を希望したのだが、風呂は絶えず清掃されていはいなかった。これは、翌日に入浴する健康者が、前日に入浴した病人から病気を感染させられる可能性があることを意味した。
トイレは、風呂、要塞、コロッセオなどの多くの場所で発見されている。ローマ人は、Xylospongiumと名付けられたスティックの海綿で便を拭き取っていた。これはトイレを使用しているすべての人々によって共有された。海綿の清掃は、彼らは単にバケツで水と塩または酢で洗うだけであった。これはバクテリアの繁殖地となり、トイレからの病気伝染を引き起こした。